# Pedro de Gorostiza y Salas
Pedro de Gorostiza y Salas (Madrid, 1809 - Palma, 1880) fou un autor de teatre i polític espanyol. El seu pare, Tomás de Gorostiza, fou el Tresorer d'Hisenda a Palma. Milità en el Partit Progressista i després en el Partit Demòcrata Radical, amb el qual després de la revolució de 1868 fou escollit regidor de Palma i diputat pel districte de Manacor a les eleccions generals espanyoles d'agost de 1872. Va fer obres de teatre en castellà i en va traduir del francès, que en el seu moment foren èxit de públic.

## Obres
- El desconfiado
- Pedrarias Dávila
- Luis XI, traducció de Casimir Delavigne